# Selladi tou Appi
Selladi tou Appi (griechisch Σελλάδι του 'Αππη, türkisch Selçuklu), auch Selladin tʼ Appi (griechisch Σελλάδιν τ’ Άππη), ist eine verlassene Gemeinde im Bezirk Nikosia in der Republik Zypern. Bei der Volkszählung im Jahr 2021 hatte sie keine Einwohner.

## Name
Der Name von Selladi tou Appi bedeutet wörtlich „Sattel der Appi“, wobei Selladi sich vom griechischen Wort für „Sattel“ oder „Gebirgspass“ ableitet und häufig in zypriotischen Ortsnamen verwendet wird. Appi ist ein zypriotischer Dialektausdruck für einen Birnbaum.
Die Zyperntürken nahmen 1959 den alternativen Namen Selçuklu an. Selçuk ist im Türkischen ein Männername, war aber auch der Name der Seldschuken.

## Lage und Umgebung

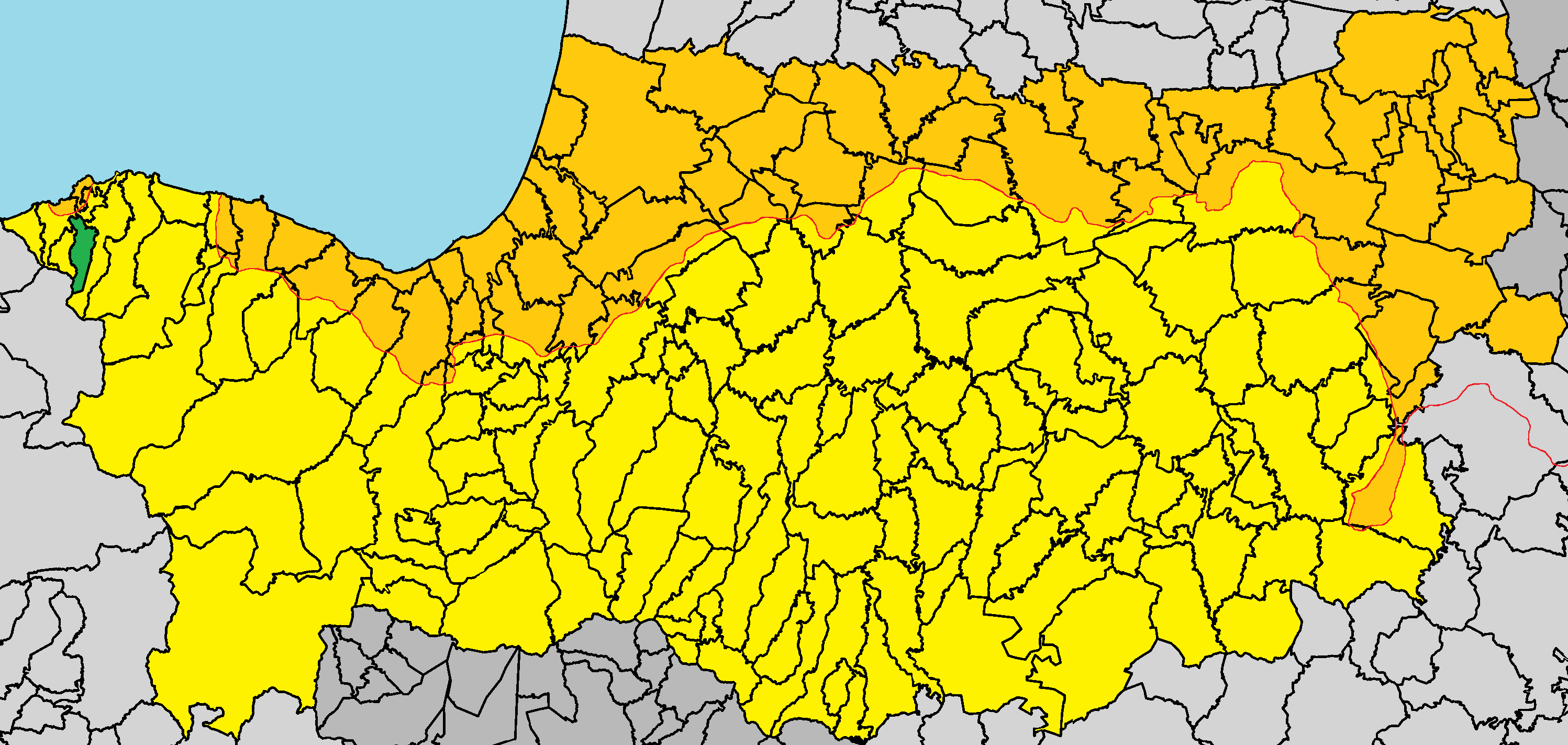
Lage im Bezirk Nikosia

Selladi tou Appi liegt auf der Tillyria-Halbinsel im Nordwesten der Mittelmeerinsel Zypern auf einer Höhe von etwa 230 Metern, etwa 100 Kilometer westlich von Nikosia und 45 Kilometer nordöstlich von Paphos. Das 4,25 Quadratkilometer große Dorf grenzt im Norden an die nordzyprische Exklave Erenköy/Kokkina und die Gemeinde Mosfileri, im Osten an Agios Theodoros Tilliria, im Südwesten an Livadi und im Westen an Alevga. Das Dorf kann über die Straße F740 erreicht werden.
Die durchschnittliche jährliche Niederschlagsmenge beträgt etwa 510 Millimeter. Vor der Aufgabe der Siedlung wurde in der Umgebung hauptsächlich Getreideanbau betrieben. Der Großteil der Fläche blieb jedoch unbebaut und war von natürlicher Vegetation wie Kiefern, Thymian und Seggen geprägt. Das Gemeindegebiet liegt im geologischen Einflussbereich des Troodos-Ophiolithkomplexes und ist vor allem von Laven und Diabasen geprägt, auf denen sich Braunerden und Kieselerden entwickelt haben.

## Geschichte
Selladi tou Appi wurde vermutlich während der osmanischen Herrschaft von Bauern oder Hirten aus benachbarten Dörfern gegründet. Zwar ist auf historischen Karten des 16. Jahrhunderts, etwa auf der von Abraham Ortelius aus dem Jahr 1573, eine nahegelegene Siedlung namens Cremidi verzeichnet, die im Mittelalter ein Lehen war. Diese mittelalterliche Siedlung wurde wahrscheinlich aufgelöst und aufgegeben, und später entstand an der Stelle die Siedlung Selladi tou Appi.
Die heutige Gemeinde Selladi tou Appi blieb bis in die zweite Hälfte des 20. Jahrhunderts bewohnt, wobei ihre Bewohner in den Volkszählungen von 1946 und 1960 gemeinsam mit jenen des nahegelegenen Agio Giorgoudi erfasst wurden. Im August 1964, im Zuge des bewaffneten Konflikts um Kokkina, wurden alle zyperntürkischen Bewohner des Dorfes evakuiert und suchten Zuflucht in Kokkina. Nach der türkischen Invasion 1974 wurden sie dauerhaft in den türkisch kontrollierten Norden der Insel, insbesondere in das Dorf Yialousa/Yeni Erenköy auf der Karpas-Halbinsel, umgesiedelt.
Seit 1964 ist das Dorf verlassen, seine Gebäude liegen in Ruinen. Einige davon werden heute gelegentlich als Schafställe von zyperngriechischen Hirten aus umliegenden Dörfern genutzt.

### Bevölkerungsentwicklung
Die folgende Tabelle zeigt die Bevölkerung des Dorfes, wie sie in den in Zypern durchgeführten Volkszählungen erfasst wurde.
| Jahr      | 1891 | 1901 | 1911 | 1921 | 1931 | 1946 | 1960 | 1976 | 1982 | 1992 | 2001 | 2011 | 2021 |
| Einwohner | 44   | 46   | 57   | 48   | 48   | 46   | 66   | 0    | 0    | 0    | 0    | 0    | 0    |